# وینتربورن کینگستون
وینتربورن کینگستون (به انگلیسی: Winterborne Kingston) یک روستا و محله مدنی در بریتانیا است که در North Dorset واقع شده‌است. وینتربورن کینگستون ۶۴۳ نفر جمعیت دارد.